# Bololo
Bololo est une localité du Cameroun située dans le département du Mayo-Kani et la Région de l'Extrême-Nord, à proximité de la frontière avec le Tchad. Elle fait partie de la commune de Kaélé et du canton de Midjivin.

## Population
En 1970 la localité comptait 366 habitants, des Guiziga et des Moundang.
Lors du recensement de 2005, 950 personnes y ont été dénombrées.